# Řády, vyznamenání a medaile Maroka

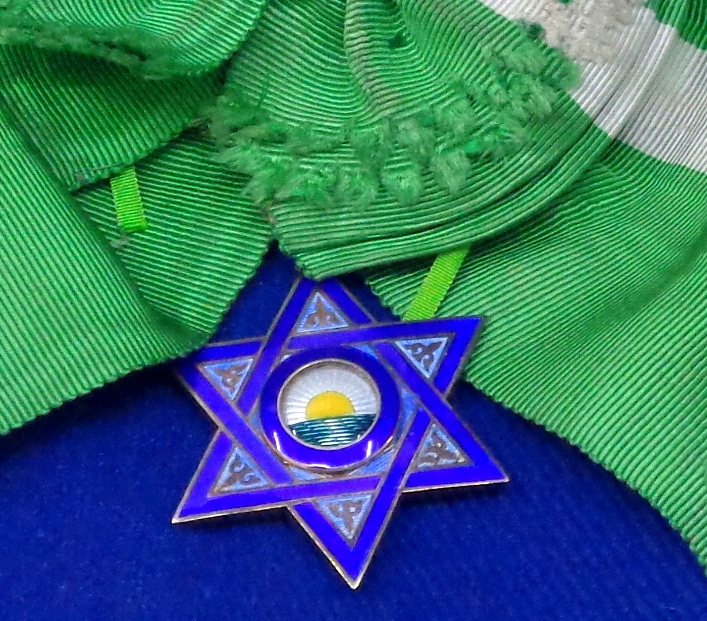
Řád Mehdauia

Historie používání státních vyznamenání má v Maroku více než stoletou tradici. Jako turecký sultanát, nemělo Maroko žádný rytířský řád. Tato typicky evropská tradice byla zavedena se španělskou a francouzskou kolonizací.

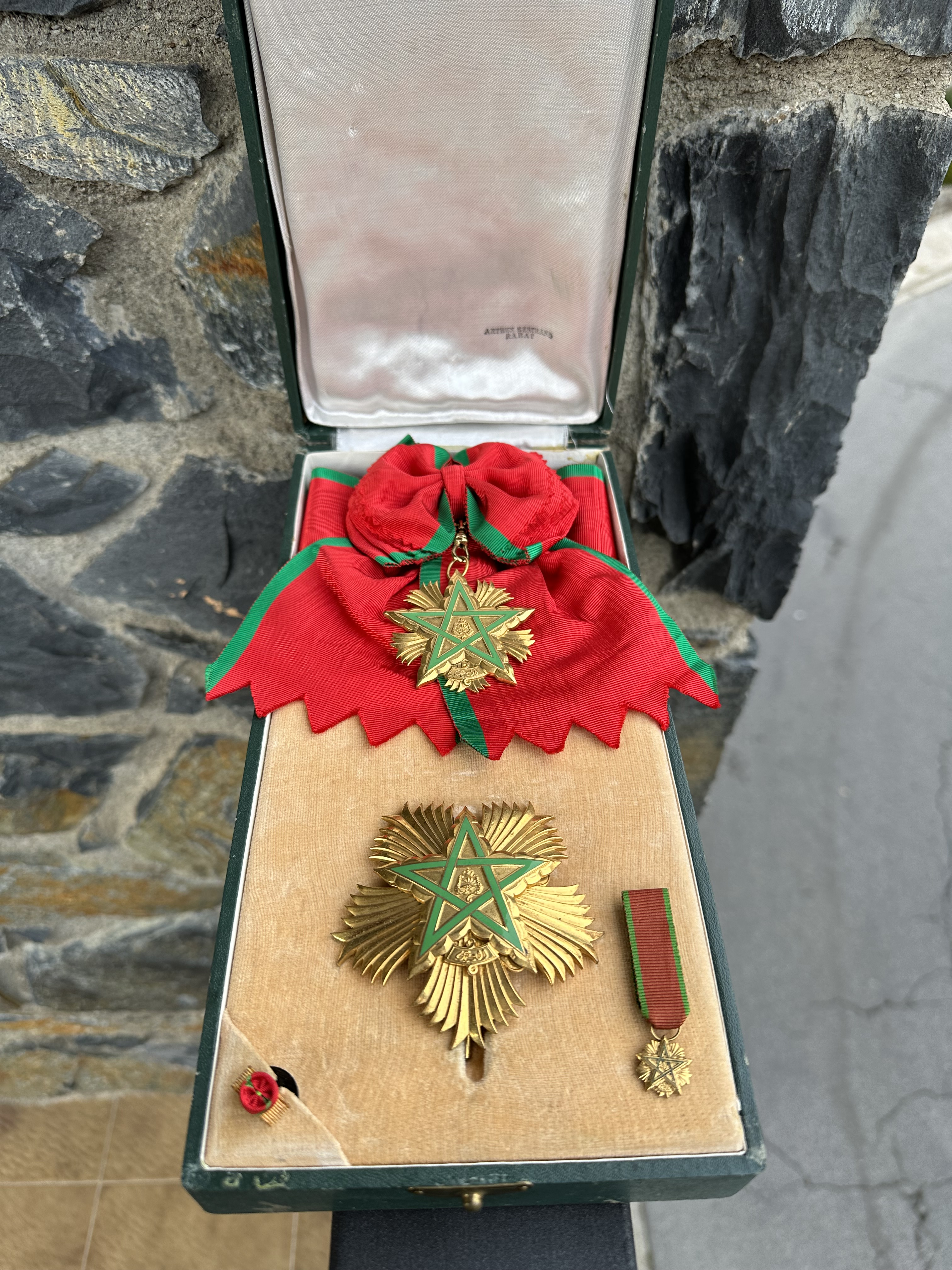
Velkostuha Řádu trůnu

Marocké řády jsou řízeny "Velkou radou", které předsedá marocký král a která se skládá z ministra královského domu, fungujícího jako kancléř, hlavního protokoláře a šesti členů jménem šesti nejdůležitějších rytířských řádů Marockého království. Řády se obvykle udílí na Den trůnu dne 3. března a Den nezávislosti dne 18. listopadu.

## Rytířské řády ve španělském protektorátu (1926–1956)
- Řád Mehdauia (Ordre de Mehdauia) byl založen princem Mulajem Hassanem Bin Mahdím dne 18. srpna 1926.[1]

## Rytířské řády ve francouzském protektorátu
Kromě Řádu čestné legie, která byla udílena nejvyšším úředníkům a některým vojákům za mimořádné činy hrdinství, udílela francouzská koloniální vláda ještě Řád Černé hvězdy.

## Rytířské řádu v době sultanátu
- Řád Hafíze byl založen v roce 1910 sultánem Mulajem Abd al-Hafízem. Udílen byl do roku 1913.[1]
- Řád Ouissam Alaouite byl založen v roce 1913. Udílen je za projevení hrdinství v boji ne za zásluhy o stát.[1][2]
- Šerifienův řád za vojenské zásluhy byl založen 7. srpna 1910.[1]
- Řád za vojenské zásluhy byl založen dne 8. července 1910 marockým sultánem Hafízem. Udílen byl důstojníkům. Stuha byla oranžová se širokým světle zeleným pruhem uprostřed.[1]

## Rytířské řády Marockého království
V letech 1956 byl zrušen francouzský protektorát, v roce 1957 pak španělský protektorát.
- Řád Muhammada byl založen v roce 1956.
- Řád věrnosti byl založen v roce 1963.
- Řád trůnu byl založen v roce 1963 Hassanem II. Udílen je za výjimečné zásluhy civilní či vojenské povahy.[3][4]
- Řád prosperity
- Řád nezávislosti byl založen v roce 1963.
- Řád ozbrojených sil byl založen v roce 1966.
- Řád práce
- Řád za zásluhy
- Řád pilnosti
- Řád zachránce
- Řád za občanské zásluhy
- Řád za vojenské zásluhy byl založen v roce 1963.